# Centralafrikanska republiken i olympiska sommarspelen 1968
Centralafrikanska republiken deltog med en deltagare vid de olympiska sommarspelen 1968 i Mexico City. Landets deltagare erövrade ingen medalj.

## Friidrott
- Gabriel M'Boa